# Tonalit
Tonalit je magmatska kamnina (globočnina) s felzično sestavo podobno granitu in faneritsko teksturo. Kamnina je običajno svetlo sive do temno sive barve, odvisno od vsebnosti temnih mineralov. Tonalit je občutno bolj bazičen kot granit in ne vsebuje nobenih alkalnih glinencev. Vsebuje več kot 20% kremena, plagioklaz (običajno oligoklaz ali andezin), rogovačo, biotit in redko tudi avgit. Tekstura je srednje do grobozrnata.  Akcesorni minerali so ortit, apatit, cirkon, titanit in magnetit.
V starejši literaturi se namesto imena tonalit uporablja ime kremenov diorit. Po sedaj veljavni klasifikaciji IUSG je tonalit kamnina z več kot 20% kremena, kremenov diorit pa kamnina s 5-20% kremena.  
Ime tonalit izvira iz imena njegove tipske lokacije pri gorskem prelazu Tonale (italijansko: Passo del Tonale, 1883 m) v masivu Adamello med Lombardijo in Južno Tirolsko.  
Trondhjemit je različek tonalita s pomanjkanjem ortoklaza in majhno vsebnostjo biotita, ki je edini zastopnik mafičnih mineralov. Kamnina je dobila ime po Trondheimu, tretjem največjem mestu na Norveškem. 

## Pohorski tonalit
Pohorski tonalit je naša najbolj razširjena in znana magmatska kamnina, iz katere je zgrajen osrednji del Pohorja. V preteklosti so ga imenovali pohorski granit.  Podrobne raziskave so pokazale, da se sestava pohorskega tonalita nekoliko razlikuje od sestave klasičnega tonalita in da je zanj najustreznejše ime granodiorit. Geokronološke raziskave po metodi K-Ar so pokazale, da je kamnina nastala v obdobju miocena pred približno 16 milijoni let.
Pohorski granodiorit je sive barve z rahlim modrikastim odtenkom. Homogenost kamnine prekinjajo različno široke in različno razporejene bele aplitske in pegmatitske žile. Prevladujejo beli kristali Na-Ca glinencev (plagioklazi), ki jih je od 50 do 60%. Sledijo rahlo sivkasti kremen (20 do 30%), nekaj zrn biotita (10 do 15%), K-glinenec (ortoklaz, 5 do 10%) ter rogovača (1%). Poleg glavnih mineralov se v sledovih pojavljajo še apatit, cirkon, pirit, titanit in epidot. Zrna so velika do nekaj milimetrov, povprečno pa so manjša. Struktura kamnine je srednjezrnata, hipidiomorfna. Tekstura je usmerjena in jo v glavnem povzročajo vzporedno usmerjeni kristali biotita in delno kremena. Usmerjena tekstura  kamnine vpliva na njeno obdelavo, predvsem na izdelavo sekanih izdelkov.
Tonalit se od granita razlikuje po tem, da granit vsebuje več alkalnih glinencev in manj plagioklaza, kar pomeni več K-glinenca (ortoklaza), Na-glinenca (albita) in manj Ca-glinenca (anortita).
Za zunanjo podobo kamnine so najpomembnejše aplitske (drobnozrnate) in pegmatitske (grobozrnate) žile, ki so sestavljene v glavnem iz glinencev in kremena. Poleg glinencev in kremena se ponekod pojavljajo še sljude, pirit, granat in drugi minerali. Stik med žilo in kamnino je povsod jasen in praviloma litificiran, zato ne vpliva na trdnost kamnine.